# Antoni Ossowski
Antoni Ossowski – oficer wojsk koronnych, uczestnik powstania kościuszkowskiego.

## Życiorys
Antoni Ossowski wstąpił w 1772 do 9 regimentu pieszego koronnego jako kadet. W 1777 awansował na kaprala, w 1778 na furiera, a pod koniec tego  roku  na podchorążego. W  1780 był chorążym w tym regimencie,  w 1783 porucznikiem adiutantem, w 1790 sztabskapitanem, a 1791 majorem. W czerwcu 1794 rozpoczął formowanie kompanii strzelców 9 regimentu. W drugiej połowie września Ossowski przejął trzy kompanie strzeleckie płk. Antoniego Radzimińskiego, stojące pod Rakowcem i utworzył samodzielny batalion.